# 海沧街道
海沧街道是中国福建省厦门市海沧区下辖的一个街道。

## 历史沿革
2006年，撤销海沧镇并成立海沧街道和新阳街道。
2014年12月31日，厦门市人民政府批复同意将海沧街道办事处分设为海沧、嵩屿两个街道办事处。行政区划调整后，海沧街道办事处驻新大街29号，下辖海沧、温厝、海兴3个社区居委会，青礁、囷瑶、锦里、后井、渐美5个村委会和古楼农场、海沧农场。

## 行政区划
海沧街道下辖以下村级行政区划单位：
海沧社区、温厝社区、海兴社区、海农社区、渐美村、囷瑶村、青礁村、后井村、锦里村、古楼村。